# Cafarsita
La cafarsita és un mineral de la classe dels òxids. Anomenada així per als elements en la composició CAlci, Ferro i ARSènic.

## Classificació
La cafarsita es troba classificada en el grup 4.JC.05 segons la classificació de Nickel-Strunz (4 per a Òxids (hidròxids, V [5,6] vanadats, arsenits, antimonurs, bismutits, sulfits, selenits, tel·lurits, iodats); J per a Arsenits, antimonits, bismutits, sulfits, selenits, tel·lurits; iodats i C per a Arsenit, antimonurs, bismutits; sense anions addicionals, amb H₂O; el nombre 05 correspon a la posició del mineral dins del grup). En la classificació de Dana el mineral es troba al grup 45.1.4.1 (45 per a Àcid i antimonits i arsenits normals i 1 per a diversos; 4 i 1 corresponen a la posició del mineral dins del grup).

## Característiques
La cafarsita és un òxid de fórmula química (Ca,Na,☐)19Ti₈Fe3+
4Fe2+
4(AsO₃)28F. Cristal·litza en el sistema isomètric. La seva duresa a l'escala de Mohs és 5,5 a 6.

## Formació i jaciments
S'ha descrit a Amèrica del Nord i a Europa. Sol trobar-se en les cares d'ortogneis.